# Betétbiztosítók Európai Fóruma
A Betétbiztosítók Európai Fóruma (EFDI) 2002-ben, az Európai Bizottság támogatásával jött létre. A 25 alapító tag célja egy kölcsönös információcserét biztosító közös platform kialakítása volt. 2007 júniusában az EFDI jogi formája belga jog szerint alapított nemzetközi nonprofit szervezetté változott (INPA – AISBL). Székhelye Brüsszelben, a titkárság irodája pedig Budapesten található.

## Általános információk
Az EFDI tagintézményeinek száma az Európa Tanács tagállamain belül jelenleg 68 (EFDI Alapszabály 6. cikk alapján), ebből 57 betétbiztosítási rendszer (teljes jogú tagok) és 11 befektetőkártalanítási rendszer (társult tagok). Az EFDI szoros munkakapcsolatban áll a legfontosabb európai és nemzetközi szervezetekkel és intézményekkel, különösképpen az Európai Bizottsággal (EC), az Európai Központi Bankkal (ECB), az Európai Bankfelügyeleti Hatósággal (EBA), az Egységes Szanálási Hatósággal (SRB), az Európai Pénzügyi Szolgáltatások Kerekasztalával (EFSR), az Európai Bankszövetséggel (EBF) és a   Betétbiztosítók Nemzetközi Szövetségével (IADI).

## Az EFDI célja
Az EFDI fő célja, hogy hozzájáruljon a pénzügyi rendszerek stabilitásához a betétbiztosítás, válságkezelés és befektetőkártalanítás területein történő európai és nemzetközi együttműködés elősegítése révén, illetve megkönnyítse a párbeszédet valamint az információ- és tapasztalatcserét a közérdekű kérdésekben. Közreműködik továbbá szabályozási és egyéb közös érdeklődésre számot tartó témák megvitatásában, valamint a határokon átnyúló ügyekben, beleértve a magasabb szintű együttműködést az európai országok között és a kapcsolattartást és az Európán kívüli betétbiztosítási rendszerekkel is. Tevékenységei között szerepel a betétbiztosítási rendszerekre vonatkozó uniós irányelv vizsgálata és annak gyakorlati megvalósításához un. nem kötelező iránymutatások kidolgozása is.
Tagjai nevében az EFDI nem tesz kötelező érvényű nyilatkozatokat, azonban módjában áll kifejezni tagjai vagy a tagok egy csoportjának véleményét, az azokkal történő megállapodás alapján. Az EFDI nyilatkozatai és tevékenységei nem sértik a tagok szuverenitását.

## EU-bizottság
Az EFDI szervezetén belül létrehozta az EU-bizottságot, amely magában foglalja annak összes EU-tagországbeli tagját. Az EU-bizottság feladatai közé tartoznak a betétbiztosításra vonatkozó uniós jogszabályokkal kapcsolatos munkálatok, válaszok vagy nyilatkozatok illetve jelentések benyújtása a tagok közötti tárgyalásokról az EFDI eljárásaival kapcsolatosan az Európai Bizottság (vagy bármely Európai Unióhoz kapcsolódó intézmény) számára, és az EFDI velük szembeni képviselete.
Az EFDI EU-bizottság elnöki tisztjét az EFDI elnöke (Thierry Dissaux) látja el (EFDI Alapszabály 31. cikk alapján). 

## PR-bizottság
Az EFDI létrehozott egy PR-bizottságot is, amely az EFDI tagok PR-szakembereit fogja össze. A PR-bizottság foglalkozik minden PR-ral összefüggő betétbiztosítási és befektetőkártalanítási kérdéssel. Fő célja a válság-kommunikációval kapcsolatos tapasztalatcsere, valamint figyelmet fordít az EFDI tagországaiban a lakossági tudatosság szintjének emelésére is a betétbiztosítási rendszerekkel kapcsolatban.
Az EFDI sajtó-szóvivője (2020 májusában) Sylvie Derozieres. Ebben a tisztségében ő egyben a PR-bizottság elnöke is.

## ICS-munkacsoport
A befektetőkártalanítási rendszerek (ICS) munkacsoportja 35 intézményből áll, amelyek közül 13 társult tag (csak befektetőkártalanítással foglalkozó rendszer), a fennmaradó 22 intézmény betétbiztosítási és befektetőkártalanítási rendszer is egyben.
Az ICS-munkacsoport az EFDI befektetőkártalanítási rendszerekkel kapcsolatos uniós jogszabályokra vonatkozó eljárásaival foglalkozik. A csoport kiemelt figyelmet fordít a befektetőkártalanítási rendszerekről szóló irányelv (97/9/EC-link) jogalkotási folyamatára, ehhez járulnak hozzá a szervezett ülések valamint az EU Parlament és a Bizottság képviselőivel folytatott egyeztetések. A csoport követi az Európai Bizottság munkáját is, és széles körű nemzetközi együttműködésre törekszik tengerentúli befektetővédelmi rendszerekkel.

## Tagság

### Teljes jogú tagok
- Albánia - Albanian Deposits Insurance Agency (ADIA) http://www.dia.org.al Archiválva 2016. március 20-i dátummal a Wayback Machine-ben
- Örményország - Armenian Deposit Guarantee Fund http://www.adgf.am
- Ausztria - Deposit Protection Company of the Austrian Commercial Banks http://www.einlagensicherung.at
- Ausztria - Hypo-Haftungsgesellschaft mbH http://www.hypoverband.at
- Ausztria - Österreichische Raiffeisen-Einlagensicherung reg. Gen. mbH. http://www.rzb.at
- Ausztria - Österreichischer Genossenschaftsverband Schulze - Delitzsch http://www.oegv.info
- Ausztria - Österreichischer Sparkassenverband http://www.sparkasse.at
- Azerbajdzsán - Deposit Insurance Fund http://www.adif.az
- Belgium - Deposit and financial instrument protection fund www.protectionfund.be
- Bosznia-Hercegovina - Deposit Insurance Agency http://www.aod.ba
- Bulgária - Bulgarian Deposit Insurance Fund (BDIF) http://www.dif.bg
- Horvátország - State Agency for Deposit Insurance and Bank Rehabilitation http://www.dab.hr
- Ciprus - Deposit Protection Scheme https://web.archive.org/web/20080828102613/http://www.centralbank.gov.cy/
- Csehország - Deposit Insurance Fund https://web.archive.org/web/20100308124850/http://www.fpv.cz/
- Dánia - The Danish Guarantee Fund for Depositors and Investors managed by the Financial Stability Company http://www.indskydergarantifonden.dk
- Észtország - Guarantee Fund http://www.tf.ee
- Finnország - The Deposit Guarantee Fund https://web.archive.org/web/20120710025858/http://www.talletussuojarahasto.fi/
- Franciaország - Fonds de Garantie des Dépôts –  FGD – (Deposit Guarantee and Investors Garantee fund) http://www.garantiedesdepots.fr
- Németország - Deposit Protection Fund http://www.bdb.de
- Németország - Depositor Compensation Scheme of the Association of German Public Sector Banks GmbH http://www.voeb.de
- Németország - Deposit-Protection Fund of the Association of German Public Sector Banks e.V. http://www.voeb.de
- Németország - German Saving Banks Association http://www.dsgv.de
- Németország - National Association of German Cooperative Banks http://www.bvr.de
- Németország - The German Private Commercial Banks Compensation Scheme for Investors http://www.edb-banken.eu%5B%5D
- Görögország - Hellenic Deposit and Investment Guarantee Fund (HDIGF) www.hdigf.gr
- Magyarország - Országos Betétbiztosítási Alap (OBA) http://www.oba.hu
- Izland - Icelandic Depositors and Investor Guarantee Fund http://www.tryggingarsjodur.is
- Írország - Irish Deposit Protection Scheme http://www.centralbank.ie
- Olaszország - Bond Holders Guarantee Fund of Cooperative Credit Banks http://www.fgo.bcc.it
- Olaszország - Deposit Protection Fund for Co-operative Banks http://www.fgd.bcc.it
- Olaszország - Interbank Deposit Protection Fund http://www.fitd.it
- Jersey - Finance Industry Development - Economic Development http://www.gov.je
- Lettország - Financial and Capital Market Commission of Latvia http://www.fktk.lv/en
- Liechtenstein - The Liechtenstein Bankers Association www.bankenverband.li
- Litvánia - Deposit and Investment Insurance http://www.iidraudimas.lt/
- Luxemburg - Deposit Guarantee System http://www.agdl.lu
- Macedónia - Deposit Insurance Fund http://www.fodsk.org.m%5B%5D
- Málta - Depositor CompensationScheme http://www.compensationschemes.org.mt
- Montenegró - Deposit Protection Fund http://www.fzdcg.org
- Hollandia - Collective guarantee scheme of credit institutions for repayable funds and portfolio investments http://www.dnb.nl
- Norvégia - Bank Guarantee Fund http://www.bankenessikringsfond.no
- Lengyelország - Bank Guarantee Fund http://www.bfg.pl
- Lengyelország - TUW Skok http://www.skok.pl
- Portugália - Fundo de Garantia do Credito Agricola Mutuo www.fgcam.pt
- Portugália - Deposit Guarantee Fund http://www.fgd.pt
- Románia - Bank Deposit Guarantee Fund http://www.fgdb.ro
- Oroszország - Deposit Insurance Agency http://www.asv.org.ru/en Archiválva 2012. július 12-i dátummal a Wayback Machine-ben
- San Marino - Central Bank of San Marino http://www.bcsm.sm
- Szerbia - Deposit Insurance Agency http://www.aod.rs
- Szlovákia - DepositProtection Fund http://www.fovsr.sk
- Szlovénia - BankaSlovenije http://www.bsi.si
- Spanyolország Deposit Guarantee Fund of Credit Institutions http://www.fgd.es
- Svédország - Deposit Guarantee Board http://www.riksgalden.se
- Svájc - Deposit Protection of Swiss Banks and Securities Dealers http://www.garantie-des-depots.ch
- Törökország - Savings Deposit Insurance Fund http://www.tmsf.org.tr
- Ukrajna - Bank Deposit Guarantee Fund http://www.fg.gov.ua
- Egyesült Királyság - Financial Services Compensation Scheme (FSCS) http://www.fscs.org.uk

### Társult tagok
- Bulgária - Bulgaria Investor Compensation Fund http://www.sfund-bg.com
- Horvátország - Central Depository & Clearing Company Inc. http://www.skdd.hr
- Csehország - Garanční fond obchodníků s cennýmipapíry http://www.gfo.cz
- Finnországban - The Finnish Deposit Guarantee Fund - Federation of Finnish Financial Services https://web.archive.org/web/20170313191904/http://www.fkl.fi/en/
- Magyarország - Befektető-védelmi Alap http://www.bva.hu
- Írország - The Investor Compensation Company Limited http://www.investorcompensation.ie
- Olaszország - National Guarantee Fund http://www.fondonazionaledigaranzia.it
- Norvégia - Norwegian Investor Compensation Scheme https://web.archive.org/web/20120830104421/http://www.fno.no/en/Home/
- Portugália - Investor compensation scheme http://www.cmvm.pt
- Románia - Investor Compensation Fund http://www.fond-fci.ro
- Törökország - Turkish Investor Compensation Scheme http://www.mkk.com.tr

### Megfigyelők
- Nemzetközi Fizetések Bankja (BIS)
- Európai Bankfelügyeleti Hatóság (EBA)
- Európai Pénzügyi Szolgáltatások Kerekasztala (EFSR)
- Európai Újjáépítési és Fejlesztési Bank (EBRD)
- Európai Bankföderáció (EBF)
- Európai Központi Bank (ECB)
- Európai Bizottság
- Betétbiztosítók Nemzetközi Szövetsége (IADI)
- Nemzetközi Valutaalap (IMF)
- Világbank (WB)
- Takarékbankok Világszervezete (WSBI) AISBL / Európai Takarékbankok Csoportja (ESBG) AISBL
- Európai Bizottság - Közös Kutatóközpont (JRC)

## Vezetőség
- Elnök: Thierry Dissaux (Franciaország)
- Alelnök: Marija Hrebac (Horvátország)
- Kincstárnok: Aurelija Mazintiene (Litvánia)
- Főtitkár: Fekete-Győr András (Magyarország)

További vezetőségi tagok
- Nikolay Evstratenko (Oroszország)
- Dirk Cupei (Németország)
- Harald Podoschek (Ausztria)

- Az EU-bizottság elnöke: Thierry Dissaux (Franciaország)

- Az ICS-munkacsoport elnöke: Ignacio Fraile (Spanyolország)
- Az ICS-munkacsoport igazgatósági megfigyelője: Alan de Lacy (Írország)
- Sajtó-szóvivő: Sylvie Delrozieres (Franciaország)
- Titkárság vezető: Sylvia Szabo (Magyarország)